# Sphaerophysa kotschyana
Sphaerophysa kotschyana är en ärtväxtart som beskrevs av Pierre Edmond Boissier. Sphaerophysa kotschyana ingår i släktet Sphaerophysa och familjen ärtväxter. Inga underarter finns listade i Catalogue of Life.